# Colon latum
Colon latum är en skalbaggsart som beskrevs av Ernst Gustav Kraatz 1850. Colon latum ingår i släktet Colon, och familjen mycelbaggar. Arten är reproducerande i Sverige.